# Fontana (Californie)
Pour les articles homonymes, voir Fontana.
Fontana est une municipalité américaine du comté de San Bernardino en Californie. Fontana a une surface de 93,6 km2. La population estimée de la ville est de 210 000 habitants (2018) et est en très forte augmentation (la population recensée de la ville étant de 128 929 personnes auprès le recensement américain de 2000).
Jadis ville calme et paisible entourée de plantations de citronniers et de ranchs le long de la route 66, Fontana s'est radicalement métamorphosée à la suite de l'installation pendant la Seconde Guerre mondiale d'une aciérie appartenant à Henry John Kaiser et à la construction de l'Interstate 10. Une explosion démographique s'est ensuivie et Fontana est devenue une banlieue industrielle et une cité dortoir de Los Angeles et de l'agglomération de Riverside dont elle est séparée par les cités de Declezville et de Rubidoux. 
C'est à Fontana que les Hells Angels, groupe de motards, se sont formés. On trouve à Fontana l'Auto Club Speedway (anciennement appelé California Speedway), circuit automobile ovale construit sur le site de l'ancienne aciérie.

## Personnalités liées à la ville
- Mike Davis, historien, ethnologue, sociologue et géographe est né à Fontana.
- Travis Barker, batteur, est né à Fontana ;
- Stephanie Bell, catcheuse (lutteuse professionnelle), est née à Fontana ;
- Maurice Edu, joueur de football (soccer), est né à Fontana ;
- Greg Moore, pilote automobile canadien, s'est tué sur l'ovale de Fontana ;
- Stephanie Rehe, joueuse de tennis, est née à Fontana ;
- Paul Scardon, acteur et réalisateur, décédé à Fontana.
- Eric Weddle, joueur de football américain.

## Démographie
| 1960   | 1970   | 1980   | 1990   | 2000    | 2010    |
| ------ | ------ | ------ | ------ | ------- | ------- |
| 14 659 | 20 673 | 36 804 | 87 535 | 128 929 | 196 069 |